# Cola lorougnonis
Cola lorougnonis är en malvaväxtart som beskrevs av L. Ake Assi. Cola lorougnonis ingår i släktet Cola och familjen malvaväxter. Inga underarter finns listade i Catalogue of Life.